# Fixing a Hole
Pistes de 
 Sgt. Pepper’s Lonely Hearts Club Band
Getting Better She's Leaving Home
Fixing a Hole est une chanson du groupe britannique les Beatles. Elle a été entièrement écrite par Paul McCartney mais créditée Lennon/McCartney. Elle apparaît sur l’album Sgt. Pepper’s Lonely Hearts Club Band sorti en 1967.

## Enregistrement
Fixing a Hole est la seule chanson de Sgt. Pepper qui fut enregistrée en dehors des studios Abbey Road, et aussi celle qui a pris le moins de temps à enregistrer — en l’occurrence seulement deux jours. Le 9 février 1967, les Beatles se donnèrent rendez-vous au Regent Sound Studios. Ils effectuèrent six répétitions de la chanson avant d’en enregistrer trois prises. Une nouvelle prise et des overdubs furent ajoutés le 21 février aux studios Abbey Road, cette fois, et le mixage final y fut réalisé le jour même.

## Structure musicale
Fixing a Hole est en quatre temps et commence par une suite d'accords de clavecin joués par George Martin. Cette introduction est suivie des deux premiers couplets, accompagnés de la batterie et de la basse. Les couplets s’enchaînent au refrain soutenu par un riff de guitare électrique. Le refrain laisse place à un troisième couplet, suivi d’un solo de guitare de George Harrison. Le refrain reprend, suivi d’un dernier couplet. La chanson se termine en « fade out » dans lequel McCartney répète « I’m fixing a hole where the rain gets in ».

## Rumeurs concernant les paroles
La rumeur dit que Paul aurait acheté au mois de juin 1966, sans l’avoir visitée au préalable, une ferme en piètre état, située à Campbeltown sur la côte ouest de l’Écosse. Il se serait attelé à essayer de réparer en partie cette maison et c’est en « bouchant des trous par lesquels la pluie entrait » (« fixing a hole where the rain gets in ») qu’il se serait rendu compte que cela l’aidait à faire le vide et oublier ses soucis pendant quelques instants. 
Cette rumeur serait le résultat d'une faute chronologique, Paul ayant réellement vécu dans cette ferme, mais bien après les Beatles. En réalité, Fixing A Hole évoque la liberté d'exploiter d'autres horizons que ressentait Paul McCartney à cette époque, et que la marijuana contribua à l'inspirer encore plus de ce côté. Il décrira d'ailleurs ce morceau comme une ode au joint, et déclara en 1997 :  « Le texte était sur l'envie de laisser son esprit vagabonder, s'autoriser une vision "artistique", ne plus ricaner devant l'avant-garde. » 
Une autre rumeur fit polémique à la sortie de la chanson, prétendant que ce morceau parlait d'héroïne. En effet, pour les héroïnomanes, « fixing a hole » signifie « se faire un fix ». Cependant, Paul McCartney démentit cette rumeur, confirmant que Fixing a Hole parlait de drogues, certes, mais de marijuana et non d'héroïne, n'ayant jamais été un grand consommateur de cette dernière.

## Fiche technique

### Interprètes
- Paul McCartney : chant, clavecin
- John Lennon : basse, chœurs
- George Harrison : guitare solo, maracas, chœurs
- Ringo Starr : batterie
- George Martin : clavecin

### Équipe technique
- George Martin : producteur
- Adrian Ibbetson : ingénieur du son[5]